# Guillaume Van Volxem
Guillaume-Hippolyte Van Volxem, né à Bruxelles le 13 février 1791 et mort le 17 avril 1868 dans cette même ville, est un homme politique belge, de tendance libérale.

## Une carrière juridique et politique
Diplômé de l’École de droit de Bruxelles, Guillaume Van Volxem devient avocat au barreau de Bruxelles. Entré dans la carrière politique en 1830, il est désigné comme membre suppléant du Congrès national. La même année, il est choisi comme échevin de la ville de Bruxelles (réélu en 1836). Il devient plus tard membre du conseil provincial du Brabant et membre de la Chambre des représentants (1837-1845).
Après la mort de Nicolas Rouppe (1838), premier bourgmestre de la capitale depuis 1830, le conseil communal désigne Guillaume van Volxem le 13 septembre pour remplir les fonctions de bourgmestre de Bruxelles (1838-1841), charge maïorale qu’il abandonne lorsque, le 13 avril 1841, il est nommé ministre de la Justice (1841-1842) dans le cabinet de Jean-Baptiste Nothomb qui succède ce jour-là au libéral Joseph Lebeau, démissionnaire. Mais van Volxem n'occupe ce poste que vingt mois, car Nothomb reprend, le 14 décembre 1842, à son propre compte la charge de ministre de la Justice, en plus de celle de Premier ministre. Le poste de ministre de la Justice échoira peu après, le 16 avril 1843, au catholique Jules d'Anethan lors du remaniement du cabinet Nothomb consécutif aux élections du printemps 1843.
Déjà commissaire en 1851, en 1862, il devient directeur de la Société générale de Belgique.
Il figure dans la liste des fondateurs de l'Université libre de Bruxelles.
En 1845, Guillaume van Volxem se retire de la vie politique, à cinquante-quatre ans. Marié à Adélaïde Willems, puis à Félicité Marischal (fille du très fortuné avocat Jacques-Herman Marischal, administrateur du département de la Dyle, et tante de Félix Paul Tiberghien et d'Arthur Warocqué), il est le père de Jules Van Volxem, commissaire de la Société générale de Belgique en 1869.